# Sillago analis
El silago de línea dorada (Sillago analis) es una especie de peces de la familia Sillaginidae en el orden de los Perciformes.

## Morfología
Los machos pueden llegar alcanzar los 45 cm de longitud total.

## Distribución geográfica
Se encuentra al norte de Australia (en Australia Occidental hasta Queensland). También en las costas del sur de Nueva Guinea.